# Anne Oldfield
Anne Oldfield (1683)-23 octobre 1730) est une actrice anglaise et l'une des actrices les mieux payées de son temps.

## Jeunesse et découverte
Elle est née à Londres en 1683. Son père est un soldat, James Oldfield. Sa mère est soit Anne, soit Elizabeth Blanchard. Son grand-père est propriétaire d'une taverne et a légué à son père plusieurs propriétés, il les a cependant hypothéquées, ce qui met Anne et sa mère en difficulté financière lorsqu'il est décédé jeune. Il semble qu'Oldfield ait reçu une certaine éducation parce que ses biographes déclarent qu'elle a beaucoup lu dans sa jeunesse. Oldfield et sa mère vont vivre avec sa tante, Mme Voss, dans la taverne Mitre, à St James. En 1699, elle attire l'attention de George Farquhar lorsqu'il l'entend réciter des vers de la pièce de Francis Beaumont et John Fletcher, The Scornful Lady (1616), dans une arrière-salle de sa taverne. Peu de temps après, elle est embauchée par Christopher Rich pour rejoindre le casting du Théâtre de Drury Lane.

## Carrière
Un an plus tard, elle décroche son premier petit rôle, celui de Candiope dans Secret Love de John Dryden; ou, La jeune reine (1699). Après son succès dans un rôle mineur, elle reçoit le rôle principal dans The Pilgrim (1647) de John Fletcher. À l'été 1703, Oldfield remplace Susanna Verbruggen lorsque son contrat est résilié avant que la compagnie ne se rende à Bath pour se produire devant la reine Anne et sa cour.

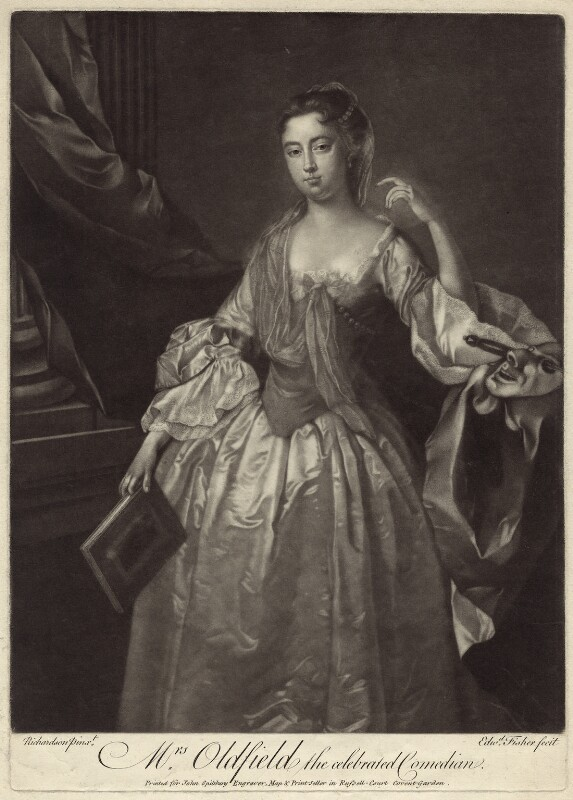
Anne Oldfield aux Covent Gardens. Edward Fisher, d'après Jonathan Richardson manière noire, vers 1760-1785,

Oldfield devient l'une des principales actrices de Drury Lane. Colley Cibber reconnait qu'elle avait autant que lui à voir avec le succès de son The Careless Husband (1704), dans lequel elle crée le rôle de Lady Modish. Parlant de son portrait de Lady Townly dans son Le mari provoqué (1728), Cibber devait dire : « qu'ici, elle a surpassé son dépassement habituel ». Elle joue également le rôle-titre dans Epicoene de Ben Jonson et Celia dans Volpone.
Des rumeurs circulent selon lesquelles il y avait des rivalités entre Oldfield, Anne Bracegirdle, Jane Rogers et Susanna Centlivre, qui étaient toutes censées se disputer les meilleurs rôles. En 1706, Oldfield entre en conflit avec la direction du Drury Lane au sujet des avantages sociaux et du salaire qui lui ont été promis, mais que le théâtre refuse de payer. Oldfield part et rejoint la compagnie d'acteurs concurrente du Theatre Royal Haymarket avant de retourner à Drury Lane peu de temps après avec un nouveau contrat et un nouveau poste de co-actionnaire du Drury Lane Theatre. À une autre occasion, on propose à Oldfield de devenir directrice du théâtre, "mais son sexe a été considéré comme une objection à cette mesure". On lui demande donc de donner ses propres conditions pour rester dans son ancien poste. Oldfield reçoit un salaire de 200 guinées, qui est finalement porté à 500 guinées, ce qui permet à Oldfield de devenir l'actrice la mieux payée de son temps.

## Vie privée
Oldfield commence une relation d'une décennie avec l(homme politique whig Arthur Maynwaring (en) vers 1700. Grâce à son succès, Oldfield reste financièrement indépendante de Maynwaring. Il soutient sa carrière en l'aidant à jouer de nouveaux rôles et en écrivant plus d'une douzaine de prologues et d'épilogues à interpréter. Lorsqu'elle tombe enceinte de leur fils, Arthur, Oldfield continue à jouer jusqu'à ce qu'elle en soit physiquement incapable, ce qui était inhabituel pour l'époque. Elle reprend le travail trois mois seulement après l'accouchement. Oldfield fait en sorte que son amie de toujours, Margaret Saunders, rejoigne la profession d'actrice.
À la mort de Maynwaring en 1712, des rumeurs circulent selon lesquelles il serait mort d'une maladie vénérienne que lui a transmise Oldfield. Afin de clarifier les choses, elle ordonne qu'une autopsie officielle soit pratiquée sur son corps, qui révèle qu'il est mort de tuberculose. Oldfield est enceinte de trois mois à l'époque, mais on ne pense pas que son enfant ait survécu après la naissance.
Plusieurs années après la mort de Maynwaring, Oldfield entame une relation avec Charles Churchill. Ils vivent ensemble pendant de nombreuses années et ont un fils, Charles. Cependant, au cours de cette grossesse, Oldfield ne peut pas jouer en raison de sa santé et est contrainte de quitter le théâtre pendant plusieurs mois. Elle n'a jamais complètement recouvré la santé.
Tout au long de sa dernière saison théâtrale, elle souffre de douleurs chroniques à l'abdomen. Elle se retire de la scène en avril 1730 et meurt d'un cancer de l'utérus quelques mois plus tard.

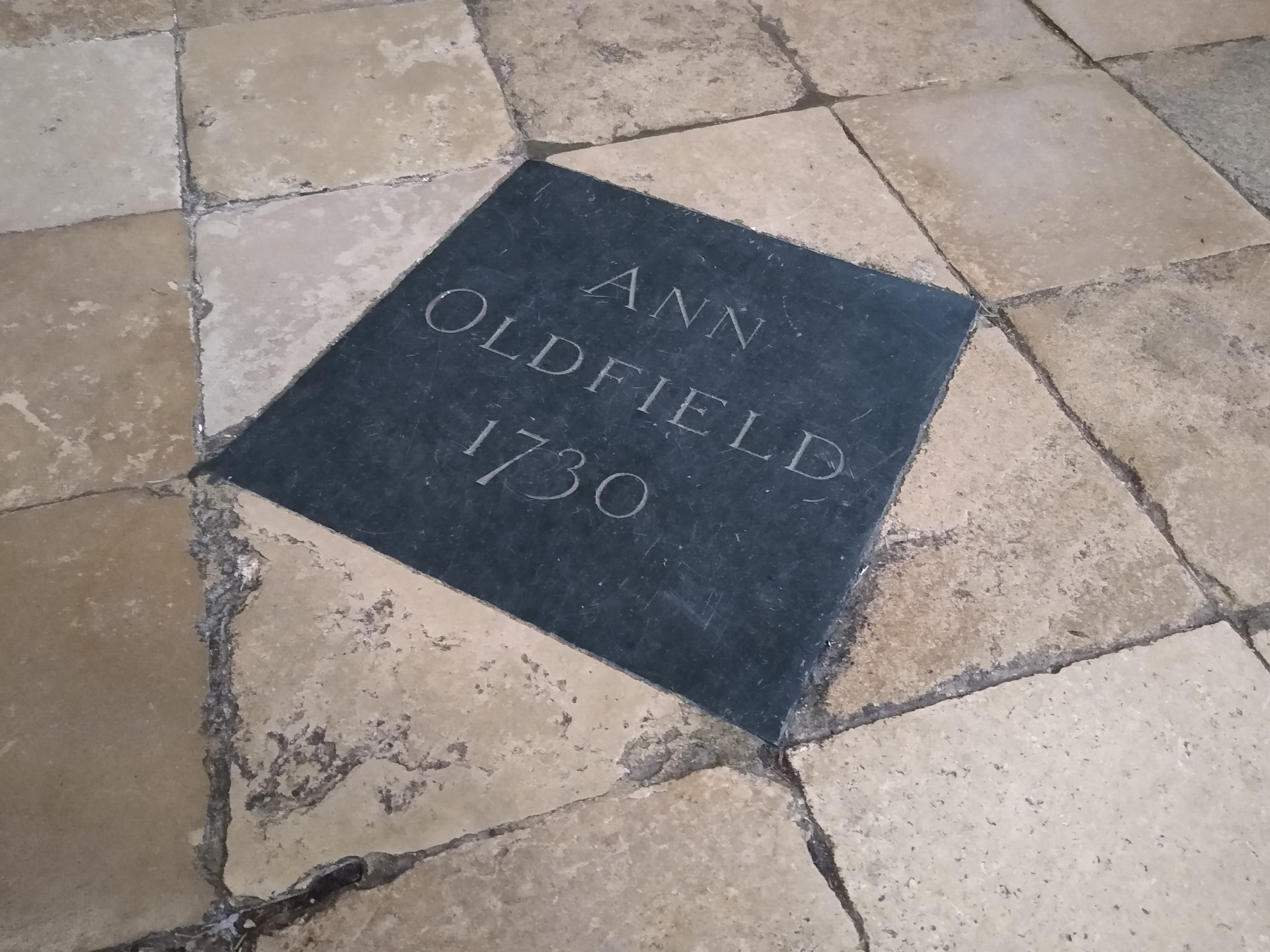
tombe à l'abbaye de Westminster

Oldfield est décédé le 23 octobre 1730 à l'âge de 47 ans, au 60 Grosvenor Street, Londres. Elle partage ses biens entre ses deux fils. Elle est enterrée dans l'abbaye de Westminster, sous le monument à Congreve. Son compagnon, Churchill, demande l'autorisation d'y ériger un monument à sa mémoire, mais le doyen de Westminster refuse.